# Megascops albogularis
El autillo gorgiblanco o autillo gorjiblanco, también autillo de garganta blanca o, en Peru, lechuza de garganta blanca,  y en Venezuela curucucú gargantiblanco (Megascops albogularis) es una especie de ave estrigiforme de la familia Strigidae nativa de los Andes en Bolivia, Colombia, Ecuador, Perú y Venezuela. Es la especie más grande en el género Megascops con 26 centímetros de longitud y 185 gramos de peso.

## Subspecies
Se reconocen cinco subespecies:
- M. a. albogularis (Cassin, 1849)– Andes orientales de Colombia y el norte de Ecuador;
- M. a. macabrum (Bonaparte, 1850)– los Andes occidental y centrales de Colombia y Ecuador hasta el norte de Perú;
- M. a. meridensis (Chapman, 1923)– Andes del oeste de Venezuela;
- M. a. obscurus (Phelps & W. H. Phelps Jr, 1953)– sierra de Perijá;
- M. a. remotus (Bond & Meyer de Schauensee, 1941)– Andes del este de Perú hasta el oeste de Bolivia (Cochabamba).